# 阿达河畔米萨诺迪杰拉
阿达河畔米萨诺迪杰拉（義大利語：Misano di Gera d'Adda），是意大利贝加莫省的一个市镇。总面积6平方公里，人口3024人，人口密度504.0人/平方公里（2009年）。国家统计（ISTAT）代码为016135。